# راي بيلي (لاعب كرة قدم كندية)
راي بيلي هو لاعب كرة قدم كندية كندي، ولد في 14 فبراير 1935 في مونتريال في كندا، وتوفي في 10 مايو 2015.

## وصلات خارجية
- راي بيلي على موقع JustSportsStats.com (الإنجليزية)